# Гиерон (один из Тридцати тиранов)
Гиерон (др.-греч. Ἰέρον; умер после 403 года до н. э.) — древнегреческий политический деятель, член коллегии Тридцати (в последующей традиции «Тридцать тиранов»), которая пришла к власти в Афинах в 403 году до н. э.. Известно, что Гиерон принадлежал к той трети членов совета, которая была предложена Фераменом, и представлял филу Эгеида. О дальнейшей его судьбе ничего не известно. При этом античные авторы сообщают, что большинство «тиранов» после поражения в гражданской войне бежало в Элевсин (403 год до н. э.), и позже одни предстали перед судом, другие были убиты, а третьи нашли убежище в других регионах Греции.